# 岩崎良明
岩崎 良明（いわさき よしあき、1964年10月6日 - ）は、アニメーション監督、演出家。

## 経歴・人物
山口県山陽小野田市生まれ、兵庫県神戸市育ち。千葉大学工学部卒。千葉大学在学中はアニメ研究会に所属していた。
テレビアニメ初監督作品『ラブひな』において高い評価を得た後は、監督として『ゼロの使い魔』（第1期・第4期）などのラブコメ作品を中心に手掛けた。
撮ってみたいテーマとしては、『メトロポリス』のような女性人工生命体と人間の関わりを描いたものを挙げている。インタビューにおいて、影響を受けた作品は『無敵超人ザンボット3』、『未来少年コナン』、『機動戦士ガンダム』、『リボンの騎士』あげ、影響を受けた監督は宮崎駿、富野由悠季、庵野秀明と語っている。

## 参加作品

### テレビアニメ
1990年
- ふしぎの海のナディア（原画）

1991年
- トラップ一家物語（制作進行）
- 炎の闘球児 ドッジ弾平（1991年 - 1992年、絵コンテ・演出）

1992年
- お〜い!竜馬（演出）

1993年
- ポコニャン!（1993年 - 1996年、絵コンテ・演出）

1994年
- 超くせになりそう（1994年 - 1995年、絵コンテ・演出）

1995年
- スレイヤーズ（絵コンテ・演出）
- 天地無用!（絵コンテ・演出）
- 神秘の世界エルハザード（1995年 - 1996年、絵コンテ・演出）

1996年
- スレイヤーズNEXT（絵コンテ・演出）
- はじめ人間ゴン（絵コンテ・演出）
- 魔法少女プリティサミー（絵コンテ）

1997年
- スレイヤーズTRY（絵コンテ・演出）
- 少女革命ウテナ（演出）
- バトルアスリーテス大運動会（絵コンテ・演出）

1998年
- フォーチュン・クエストL（絵コンテ）
- ブレンパワード（演出）
- LEGEND OF BASARA（絵コンテ・演出）
- ジェネレイターガウル（絵コンテ・演出）

1999年
- 彼氏彼女の事情（演出）
- ∀ガンダム（演出）
- それゆけ!宇宙戦艦ヤマモト・ヨーコ（絵コンテ）
- To Heart（絵コンテ）
- デュアル!ぱられルンルン物語（絵コンテ）
- 地球防衛企業ダイ・ガード（1999年 - 2000年、絵コンテ・演出）

2000年
- ラブひな（監督・絵コンテ・演出）

2002年
- シスター♥プリンセス（絵コンテ）
- 陸上防衛隊まおちゃん（監督・絵コンテ・演出）

2003年
- キディ・グレイド（絵コンテ）
- 瓶詰妖精（監督・絵コンテ・演出）

2004年
- せんせいのお時間（監督・絵コンテ）

2005年
- 魔法先生ネギま!（絵コンテ）
- 極上生徒会（監督・絵コンテ・演出）
- D.C.S.S. 〜ダ・カーポ セカンドシーズン〜（絵コンテ）

2006年
- いぬかみっ!（絵コンテ）
- ゼロの使い魔（監督・絵コンテ・演出）

2007年
- ネギま!?（絵コンテ）
- スカイガールズ（監督・絵コンテ・演出）

2008年
- 我が家のお稲荷さま。（監督・絵コンテ・演出）

2009年
- ハヤテのごとく!!（監督・絵コンテ）

2010年
- オオカミさんと七人の仲間たち（監督・絵コンテ・演出）

2011年
- 快盗天使ツインエンジェル〜キュンキュン☆ときめきパラダイス!!〜（監督・絵コンテ・演出）

2012年
- ゼロの使い魔F（監督・絵コンテ・演出）
- 探偵オペラ ミルキィホームズ Alternative ONE & TWO（監督・絵コンテ・演出）

2013年
- リトルバスターズ!（絵コンテ・演出）
- 変態王子と笑わない猫。（絵コンテ・演出）
- ロウきゅーぶ!SS（絵コンテ・演出）
- ミス・モノクローム -The Animation-（監督）
- のんのんびより（絵コンテ）

2014年
- エスカ&ロジーのアトリエ 〜黄昏の空の錬金術士〜（監督）

2015年
- ハロー!!きんいろモザイク（絵コンテ）
- ミス・モノクローム -The Animation- 2（監督）
- 下ネタという概念が存在しない退屈な世界（ED絵コンテ・演出）

2016年
- ヘヴィーオブジェクト（絵コンテ・演出）
- 田中くんはいつもけだるげ（絵コンテ）
- タブー・タトゥー（絵コンテ・演出）

2017年
- うらら迷路帖（ED絵コンテ・演出）
- ツインエンジェルBREAK（監督・絵コンテ・演出）
- バチカン奇跡調査官（演出）
- UQ HOLDER!（ED絵コンテ・演出）

2018年
- ラストピリオド -終わりなき螺旋の物語-（監督・絵コンテ・演出）

2019年
- ぼくたちは勉強ができない（監督・絵コンテ）
- 通常攻撃が全体攻撃で二回攻撃のお母さんは好きですか?（監督）

2020年
- モンスター娘のお医者さん（監督・絵コンテ）

2021年
- さよなら私のクラマー（絵コンテ）
- ミュークルドリーミー みっくす!（絵コンテ）
- EDENS ZERO（演出）
- 現実主義勇者の王国再建記（OP絵コンテ・OP演出・絵コンテ）

2022年
- 処刑少女の生きる道（演出）
- 咲う アルスノトリア すんっ!（絵コンテ）

2023年
- 異世界はスマートフォンとともに。2（監督）
- シュガーアップル・フェアリーテイル（絵コンテ）

2024年
- Lv2からチートだった元勇者候補のまったり異世界ライフ（監督・絵コンテ）

2025年
- 九龍ジェネリックロマンス（監督・絵コンテ・演出）

### OVA
- 機動警察パトレイバー（1988年、動画）
- 神秘の世界エルハザード2（1997年、監督・絵コンテ）
- スレイヤーズえくせれんと（1998年、絵コンテ・演出）
- ラブひな Again（2002年、監督・絵コンテ・演出）
- スカイガールズ（2006年、監督）
- ハヤテのごとく!! OVA「アツがナツいぜ 水着編!」（2009年、監督・絵コンテ）
- OVA 快盗天使ツインエンジェル〜キュンキュン☆ときめきパラダイス!!〜（2015年、監督）